# Fabian Benko
Fabian Benko (* 5. Juni 1998 in München) ist ein deutsch-kroatischer Fußballspieler, der überwiegend beim FC Bayern München ausgebildet wurde. Er steht seit der Saison 2023/24 beim FC Pipinsried unter Vertrag und spielt in der fünften Liga.

## Karriere

### Verein
Benko begann beim SV Waldeck Obermenzing im Münchner Westen mit dem Fußballspielen und wechselte bereits im Jahre 2005 in die Jugendabteilung des FC Bayern München. Für dessen zweite Mannschaft kam er seit der Saison 2014/15 in der viertklassigen Regionalliga Bayern zum Einsatz. Sein erstes Pflichtspiel bestritt er am 29. Juli 2015 bei einem 1:1 beim FV Illertissen.
Im Juli 2015 nahm er mit der Profimannschaft des FC Bayern an einer Testspielreise nach China teil. Im September 2015 unterzeichnete Benko einen Lizenzspielervertrag beim FC Bayern München mit einer Laufzeit bis 2018.
Sein Debüt für die Profis gab er in der Saison 2016/17 in der ersten Runde des DFB-Pokals beim FC Carl Zeiss Jena, als er in der 77. Minute für Arturo Vidal ins Spiel gebracht wurde.
Zur Saison 2018/19 wechselte Benko ablösefrei zum österreichischen Erstligisten LASK, bei dem er einen bis Juni 2021 laufenden Vertrag erhielt. Sein Debüt in der Bundesliga gab er im Juli 2018, als er am ersten Spieltag jener Saison gegen den FC Red Bull Salzburg in der 78. Minute für Peter Michorl eingewechselt wurde. Vier Tage später kam er, ebenfalls als Einwechselspieler, zu seinem ersten Europapokaleinsatz beim Rückspiel der zweiten Qualifikationsrunde zur Europa League auswärts beim norwegischen Pokalsieger Lillestrøm SK. Die Mannschaft erreichte die nächste Runde und schied dort knapp gegen Besiktas Istanbul aus, Benko kam in diesen beiden Spielen jedoch nicht zum Einsatz.
Im November 2018 spielte er gegen die Kapfenberger SV erstmals für das zweitklassige Farmteam FC Juniors OÖ. In der Saison 2018/19 kam er zu drei Bundesligaeinsätzen für den LASK. Ab der Saison 2019/20 gehörte er ausschließlich dem Kader des Zweitligateams an, für das er in drei Spielzeiten zu 56 Zweitligaeinsätzen kam, in denen er acht Tore erzielte. Nach seinem Vertragsende verließ er den Verein nach der Saison 2020/21. Daraufhin kehrte er im August 2021 nach Deutschland zurück und wechselte zum Regionalligisten SSV Ulm 1846.
Im Sommer 2022 wechselte Benko zum Fünftligisten SG Sonnenhof Großaspach. Er erreichte mit Großaspach den zweiten Platz, scheiterte jedoch knapp in der Relegation gegen TuS Koblenz. Er erzielte in 34 Ligaeinsätzen 6 Tore.
Zur Saison 2023/24 wechselte er zum FC Pipinsried in die fünftklassige Bayernliga.

### Nationalmannschaft
Benko bestritt im Oktober 2014 für die deutsche U17-Nationalmannschaft ein Freundschaftsspiel gegen Spanien, das in Nerja mit 0:1 verloren wurde.
Im September 2018 spielte er gegen Russland erstmals für die kroatische U20-Auswahl.